# Surorejo
Surorejo is een bestuurslaag in het regentschap Purworejo van de provincie Midden-Java, Indonesië. Surorejo telt 1119 inwoners (volkstelling 2010).